# Fremont (Iowa)
Fremont è un comune degli Stati Uniti d'America, situato nello Stato dell'Iowa, nella contea di Mahaska.